# Rodolphe II de Neuchâtel
Rodolphe II de Neuchâtel, également appelé Rodolphe II de Fenis, (? - 1196). Co-seigneur de Neuchâtel avec son frère Ulrich III de 1191 à 1196, seigneur d'Arconciel. Il est le fils d'Ulrich II de Neuchâtel et de Berthe de Granges,.

## Biographie
Rodolphe laisse sa trace dans l'histoire comme comte mais aussi comme « Minnesänger » (poète). Germain de naissance mais seigneur sur des terres d'influence romane et germanique, Rodolphe semble être le premier poète à faire transparaître ces deux cultures dans des œuvres écrites. Il y mêle « l'amour courtois » venu de Provence, et semble s'inspirer de Folquet de Marseille, Peire Vidal et Gace Brulé, sur une structure narrative allemande.
Son œuvre (actuellement il est recensé 9 poèmes) a été transmise jusqu'à nous sous le nom de « Graue Ruodolf von Niuwenburg » compilée dans le manuscrit de Heidelberg « Codex Manesse » daté du XIVe siècle. Dans cet ouvrage, le classement est fait par ordre hiérarchique d'auteur et Rodolphe y paraît en dixième position et premier des comtes, alors que le manuscrit compte 137 poètes. Dans l’enluminure qui le dépeint, « Rodolphe est représenté […] assis devant un rosier. Il tient dans sa main gauche un parchemin déroulé et compte de l’autre main les syllabes des poèmes qu’il compose. Derrière lui se trouve la première représentation attestée des armoiries en couleurs de la maison Fenis-Neuchâtel ».
Premier poème de Rodolphe du « Graue Ruodolf von Niuwenburg »

« Même si j’avais mis bon espoir dans la passion,

je n’ai d’elle maintenant ni consolation ni espérance,

car je ne sais comment m’en sortir,

puisque je ne peux ni la laisser ni l’avoir.

Je suis comme celui qui grimpe à l’arbre

et ne peut monter davantage, reste à mi-hauteur,

et ne peut non plus redescendre,

laissant ainsi filer le temps dans l’angoisse.
Je suis comme celui qui se laisse

entraîner au jeu, et perd,

et jure d’y renoncer, mais s’y prend trop tard.

De même, j’ai compris trop tard

les ruses dont la passion a fait preuve vis-à-vis de moi.

Elle m’a attiré avec ses belles manières
et m’a égaré comme un méchant débiteur,

qui fait de belles promesses sans jamais songer au paiement.
Ma Dame peut bien se priver du bénéfice

de mon service, car je suis prêt à y renoncer.

Je la supplie cependant de bien vouloir le supporter,

ainsi la détresse que je ressens en ce moment ne me troublera plus.

Si elle choisit pourtant de me repousser,

un simple adieu de sa part me séparera d’elle.

Après tout je crains plus encore

qu’elle n’ôte toutes mes joies »

.

## Mariage et succession
Il épouse Comtesse de qui il a Berthold Ier de Neuchâtel.

## Sources
- André Schnyder, « Neuchâtel, Rodolphe II de [Rodolphe de Fenis] » dans le Dictionnaire historique de la Suisse en ligne, version du 4 mai 2009.
- Georges Auguste Matile, Monuments de l'histoire de Neuchatel, Volume 2, Attinger, 1848 (lire en ligne), p. 1216
- Paul Vuille, Notes sur les premiers seigneurs de Neuchâtel, Musée neuchâtelois, 1979 (lire en ligne), p. 109 à 122
- Rodolphe de Neuchâtel, comte et poète